# بالبوا بارك

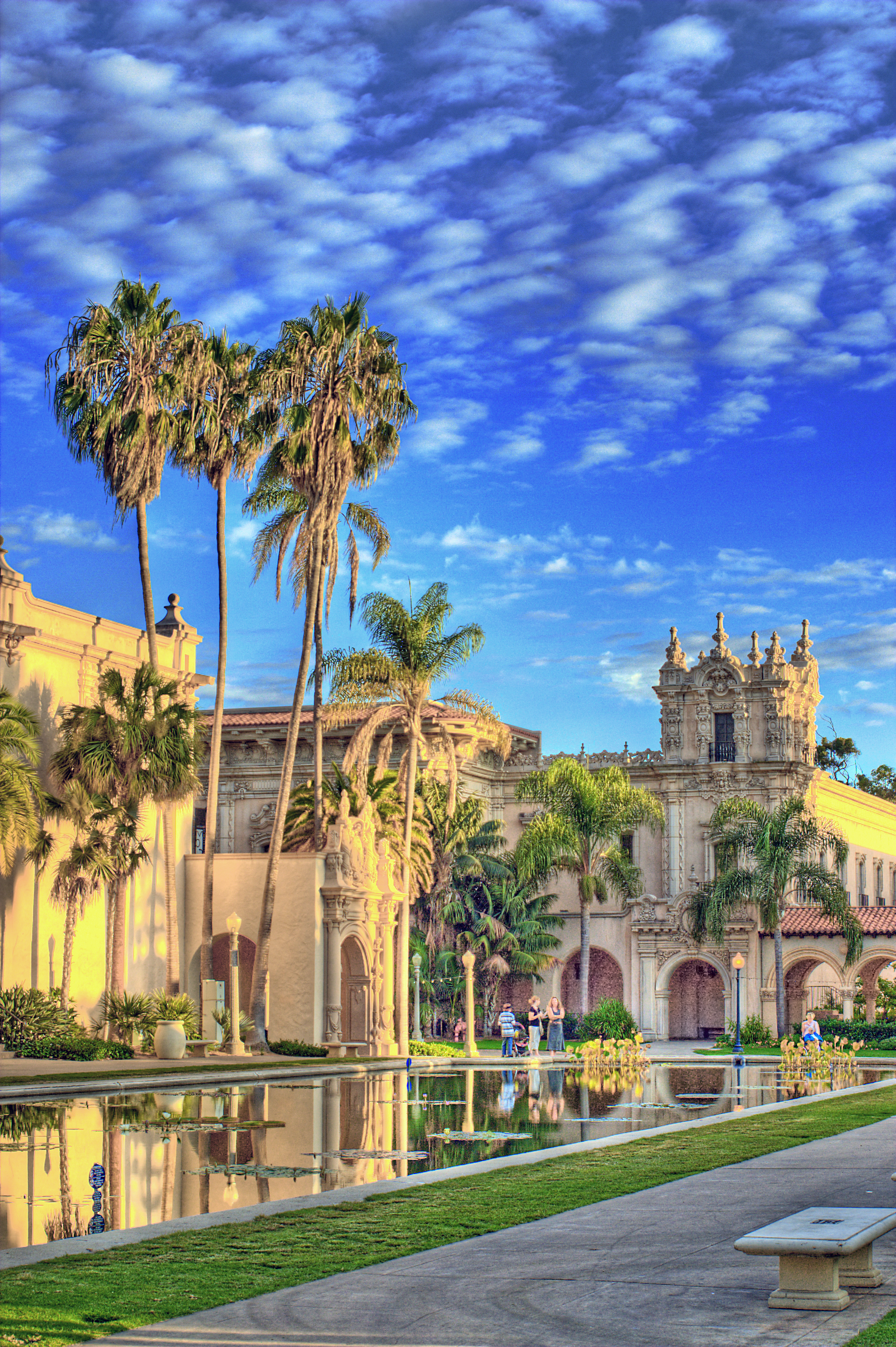
مدخل الحديقة

بالبوا بارك: أو (حديقة بالبوا): هي حديقة تقع في مدينة سان دييغو جنوب ولاية كاليفورنيا، مساحتها 1200 فدان وسميت بهذا الاسم على اسم المستكشفين الأسبان الذين كان اسمهم كونكيستدور بالبوا وتم ضم الحديقة إلى المواقع المحمية تحت القانون الأمريكي سنة 1835 ولهذا تعتبر من اقدم الحدائق. وتحتوي الحديقة داخلها الكثير من المواقع التي تجذب السياح مثل حديقة حيوانات سان دييغو المشهورة عاليماً، ومطاعم ومنتزهات تحتوي على قصور أسبانية مبينية على الطراز المعماري الأسباني.

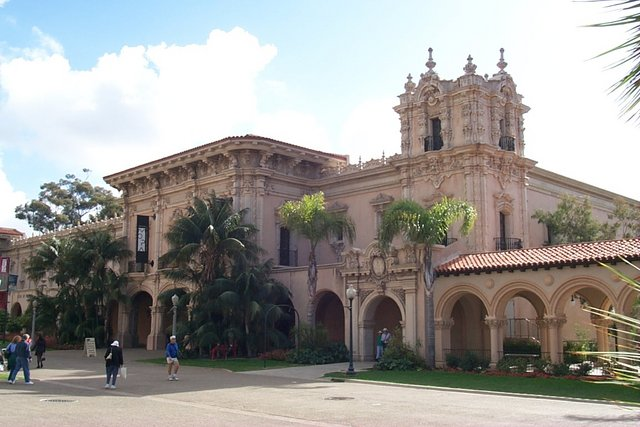
متحف الحديقة او كما يسمى قصر بالبوا

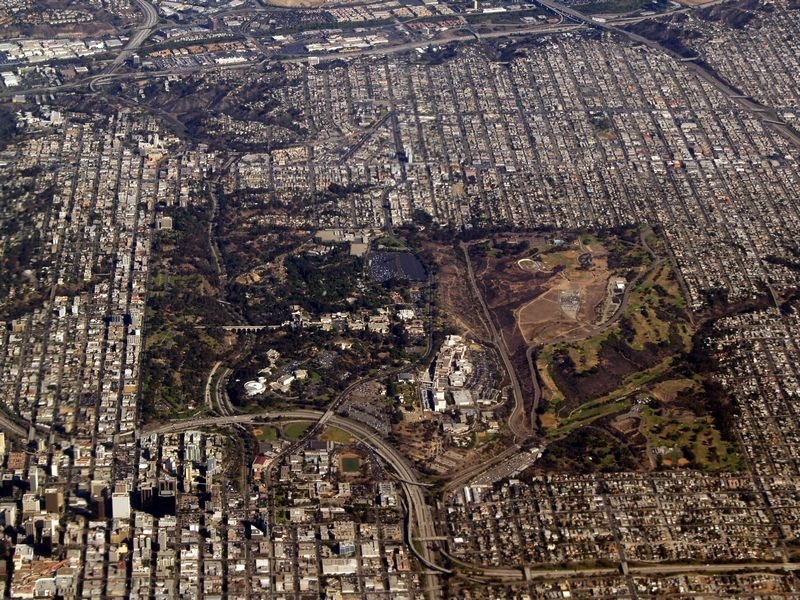
صورة تظهر الحديقة من الأعلى

## الجغرافيا والطبيعة

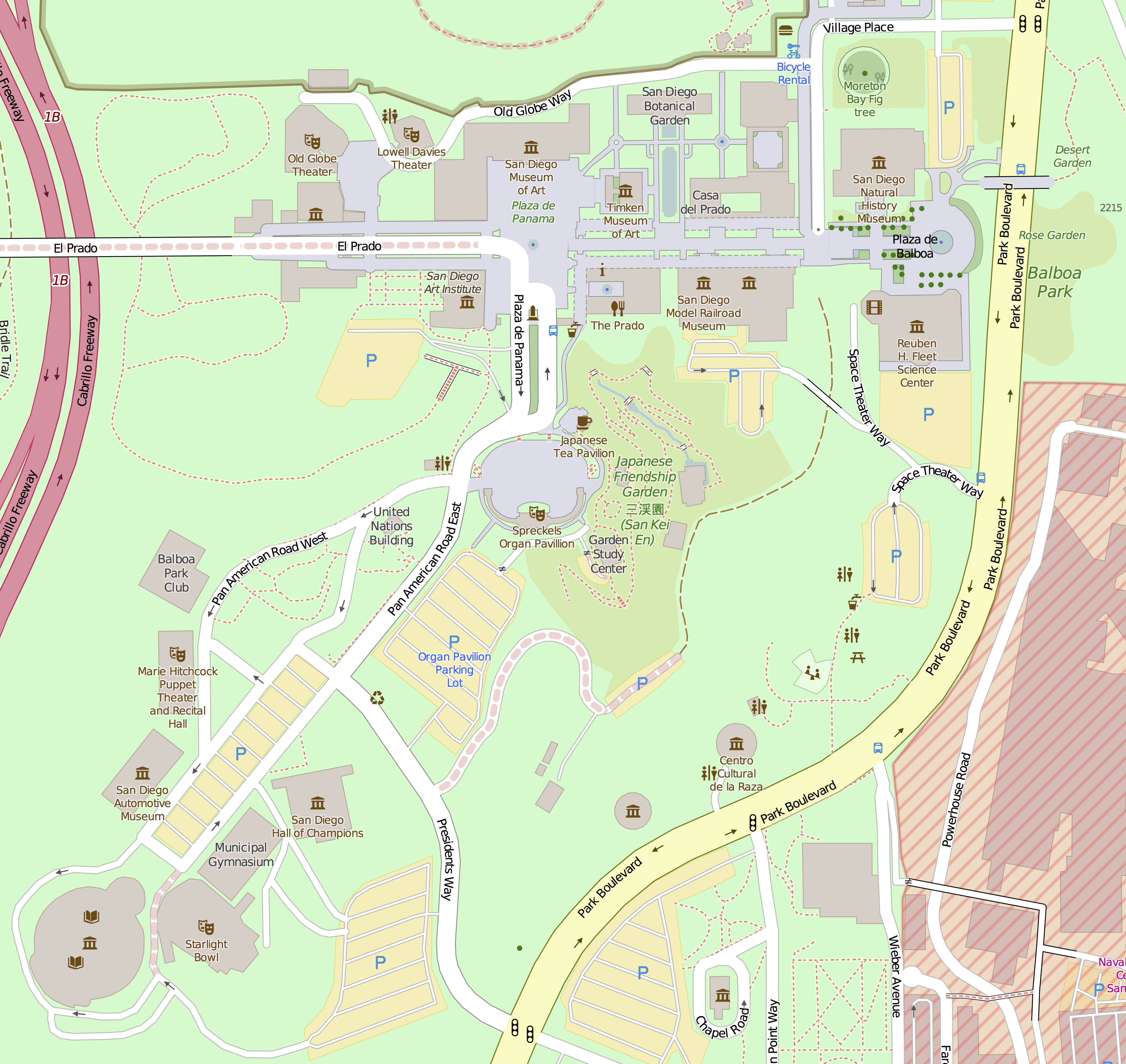
خريطة حديقة بالبوا بارك - سان دياغو-ولاية كاليفورنيا

شكل الحديقة من الأعلى يبدو مستطيلاً وتجاوره ستة من الطرق الرئيسية في مدينة سان دييغو وطريق سريع يجتاز ولاية كاليفورنيا اسمه (انتر ستيت 5) حيث يخترق الحديقة مع شوارع صغيرة أخرى تسهل تنقل السياح داخل الحديقة وتبلغ مساحة هذه الطرق 111 فدان، تم اطلاق اسم أجمل شوارع الولايات المتحدة الأمريكية على هذه الشوارع لكونها تجتاز مساحات كبيرة من الخضار.

### النباتات
توجد أنواع مختلفة من النباتات في الحديقة حيث يوجد نباتات صحراوية ونخيل ونباتات من الغابات المطرية ونباتات أخرى غير موجودة بكثرة في اماكن أخرى من العالم.

## التاريخ
تمت الموافقة على قرار لتخصيص 9 قطع من الأرض تبلغ مساحتها الإجمالية 1400 فدان (570 هكتارا)، بدلا من اثنين فقط، وذلك لبناء متنزه مدينة كبير من قبل مجلس المدينة بتاريخ 26 مايو عام 1868. ثم في 1870، قانون جديد تمت تسميته "قانون ضمان ديمومة الحدائق"، وأقر من قبل كونغرس ولاية كاليفورنيا، وطالب سكان سان دييغو بتوسع الحديقة وتكبيرها مع الحفاظ عليها كما هي بدون تخريب البنايات القديمة فيها في عام 1871. وكانت بذلك سان دييغو أصبحت ثاني مدينة أمريكية تخصص قطعة أرض كبيرة لبناء متنزه عام بعد حديقة نيويورك المسماة سنترال بارك الذي تم انشاءه سنة 1858.

## الاحتفالات والمناسبات
يتم اقامة العديد من المهرجانات والاحتفالات والمناسبات في الحديقة وتقام داخل القصور الموجودة والاماكن المخصصة لاستضافة هكذا مناسبات. من هذه المناسبات ما هو اسبوعي مثل الحفلات الغنائية ومنها ما هو مهرجانات ومسيرات سنوية. حيث يقام مهرجان عيد الميلاد في بداية شهر كانون الأول من كل سنة ويستمر حتى عيد الميلاد نهاية الشهر. أيضا مهرجان الأرض هو مهرجان سنوي ويعتبر أحد أكبر المهرجانات للاحتفال بالبيئة في الولايات المتحدة الأمريكية ويقام هذا المهرجان للاحتفال بيوم الأرض في شهر أبريل من كل سنة حيث تقام احتفالات موسيقية واحتفالات تمثيل وغيرها، حضر هذا المهرجان أكثر من 70,000 زائر سنة 2010. هناك العديد من المهرجانات والاحتفالات الأخرى التي تقام في حديقة بالبوا، وهنا العديد من السباقات والماراثونات أيضاً مثل ماراثون مدينة سان دييغو سنوياً منذ سنة 1979.